# 올레요한 달
올레요한 달(Ole-Johan Dahl, 1931년 10월 12일 ~ 2002년 6월 29일)은 노르웨이의 컴퓨터 과학자였다. 달은 오슬로 대학교의 컴퓨터 과학 교수였으며, 크리스틴 니가르드와 함께 시뮬라와 객체 지향 프로그래밍의 선구자 중 한 명으로 여겨진다.

## 경력
달은 노르웨이 만달에서 태어났다. 핀 달(1898~1962)과 잉그리드 오틸리에 카싱카 페데르센(1905~1980)의 아들이었다. 일곱 살 때 그의 가족은 드람멘으로 이주했다. 열세 살 때, 제2차 세계 대전 중 독일의 노르웨이 점령기에 온 가족이 스웨덴으로 피난했다. 전쟁이 끝난 후, 달은 오슬로 대학교에서 수치 수학을 공부했다.
달은 1968년 오슬로 대학교의 정교수가 되었고, 재능 있는 교사이자 연구자였다. 여기서 그는 아마도 그의 가장 영향력 있는 저서로 꼽히는 『계층적 프로그램 구조(Hierarchical Program Structures)』를 집필했다. 이 책은 C.A.R. 호아레(C.A.R. Hoare)와 공동 집필하여 1972년에 출간된 영향력 있는 저서 『구조적 프로그래밍(Structured Programming)』에 수록되었는데, 이 책은 아마도 1970년대 소프트웨어 관련 학술서 중 가장 잘 알려진 책일 것이다. 경력이 쌓이면서 달은 객체 지향에 대한 엄밀한 추론을 위해 정형 기법을 사용하는 데 점점 더 관심을 갖게 되었다. 그의 전문 분야는 아이디어의 실제 적용부터 접근 방식의 타당성을 보장하기 위한 형식적 수학적 토대 구축까지 다양했다.
달은 노르웨이 최고의 컴퓨터 과학자로 널리 인정받고 있다. 그는 1960년대 노르웨이 컴퓨팅 센터(Norsk Regnesentral(NR))에서 크리스틴 니가드와 함께 객체 지향(OO) 프로그래밍의 초기 아이디어를 개발했다. 이 당시 개발된 시뮬레이션 프로그래밍 언어는 시뮬라 I(1961-1965)과 시뮬라 67(1965-1968)의 일부였다. 이 언어들은 알골 60의 확장된 변형이자 상위 집합으로 시작되었다. 달과 니가드는 클래스, 하위 클래스(암시적 정보 은닉 허용), 상속, 동적 객체 생성 등의 개념을 최초로 개발했으며, 이는 모두 객체 지향 패러다임의 중요한 측면이다. 객체는 소프트웨어 시스템에서 데이터 구조와 관련 프로시저 또는 메서드를 갖춘 자체 포함 구성 요소이다. 이러한 구성 요소가 결합되어 완전한 시스템을 형성한다. 객체 지향 접근 방식은 이제 C++ 및 자바 (프로그래밍 언어)와 같이 널리 사용되는 명령형 프로그래밍 언어를 포함하여 현대 소프트웨어 개발에 널리 사용되고 있다.
2001년 크리스틴 니가르드와 공동으로 튜링상을 수상했다. 2002년에는 크리스틴 니가르드와 공동으로 미국 전기전자학회(IEEE) 존 폰 노이만 메달을 수상했으며, 2000년에는 노르웨이 왕립 성 올라프 훈장을 받았다.
국제기술물품협회(AIO)는 달-니가르드상을 달의 이름을 따서 명명했다.